# Badminton Scotland
Badminton Scotland ist die oberste nationale administrative Organisation in der Sportart Badminton in Schottland. Der Verband wurde im April 1911 als Scottish Badminton Union (SBU) gegründet.

## Geschichte
Badminton wurde in Schottland erstmals in den 1880er Jahren in St. Andrews gespielt. Verbreitet wurde das Spiel vornehmlich durch aus Indien zurückkehrende Offiziere und W. B. McTier. 1900 gab es das erste Klubmatch zwischen St. Andrews und Aberdeen, wohin sich auch schnell das Zentrum der Sportart verlagerte. 1907 wurden auch die ersten Scottish Open ausgetragen. 1911 wurde die Scottish Badminton Union (SBU) ins Leben gerufen. Die Länderkampfserie gegen Irland startete bereits 1910, die gegen England 1922. In der Saison 1927/1928 wurden erstmals Inter-Gruppen-Mannschaftswettkämpfe durchgeführt, drei Jahre früher als beim Nachbarn England. 1934 war die Scottish Badminton Union Gründungsmitglied der Badminton World Federation, damals als International Badminton Federation bekannt. Die Scottish Badminton Union wurde 1968 ebenfalls Mitglied im kontinentalen Dachverband Badminton Europe, damals noch als European Badminton Union bekannt. Anfang des neuen Jahrtausends wurde der Verband in Badminton Scotland umbenannt.

## Bedeutende Veranstaltungen, Turniere und Ligen
- Scottish Open
- Bell’s Open
- East of Scotland Championships
- Glasgow Churches
- Glasgow Championships
- North of Scotland Championships
- Schottische Meisterschaft
- Mannschaftsmeisterschaft
- Juniorenmeisterschaft
- Schottland gegen Irland
- Schottland gegen England
- Scottish Invitation Singles
- West of Scotland Championships
- World Invitation Tournament

## Persönlichkeiten

### Präsidenten
| Zeitraum  | Name                 |
| --------- | -------------------- |
| 1907–1920 | Thomas l. Adam       |
| 1920–1922 | W. B. McTier         |
| 1922–1925 | C. J. Davidson       |
| 1925–1928 | J. N. Morrison Sykes |
| 1928–1930 | James Crombie        |
| 1930–1932 | J. E. Inglis         |
| 1932–1934 | J. A. Gibson         |
| 1934–1936 | Jackson Millar       |
| 1936–1938 | R. W. Stevenson      |
| 1938–1947 | E. D. Ballantyne     |
| 1948      | Hugh Harper          |
| 1949–1950 | T. Davidson          |
| 1950–1952 | H. M. Crombie        |
| 1952–1954 | N. D. Brodie         |
| 1954–1956 | G. M. Crabbie        |
| 1956–1958 | John J. McCarry      |
| 1958–1960 | Edward W. Wilson     |
| 1960–1962 | David Bloomer        |
| 1962–1964 | J. R. Cutt           |
| 1964–1966 | H. H. Anderson       |
| 1966–1968 | John Stevenson       |
| 1968–1970 | J. M. Simpson        |
| 1970–1972 | A. P. Urquhart       |

| Zeitraum  | Name                    |
| --------- | ----------------------- |
| 1972–1974 | D. C. Laidlaw           |
| 1974–1975 | D. G. Nisbet            |
| 1975–1977 | Robert Fowlis           |
| 1977–1979 | Craig Reedie            |
| 1979–1981 | Mac Henderson           |
| 1981–1983 | C. R. Glegg             |
| 1983–1985 | D. Gow                  |
| 1985–1987 | Tom Pettigrew           |
| 1987–1989 | Colin Atkinson          |
| 1989–1991 | Ian E. Brown            |
| 1991–1993 | Douglas Tennent         |
| 1993–1995 | Thomas Ritchie Campbell |
| 1995–1997 | John Barrie             |
| 1997–1999 | Ronnie Conway           |
| 1999–2001 | Fiona McEwan            |
| 2001–2003 | Morag McCulloch         |
| 2003–2005 | David Barr              |
| 2005–2007 | Stuart Paterson         |
| 2007–2009 | Leon Douglas            |
| 2009–2011 | Christine Black         |
| 2011–2013 | Karen Stalker           |
| 2013–     | Ronnie Conway           |

### Weitere bedeutende Persönlichkeiten
- Judy Budge
- Anne Smillie
- Allan Cambell